# Ersatzbrennstoff

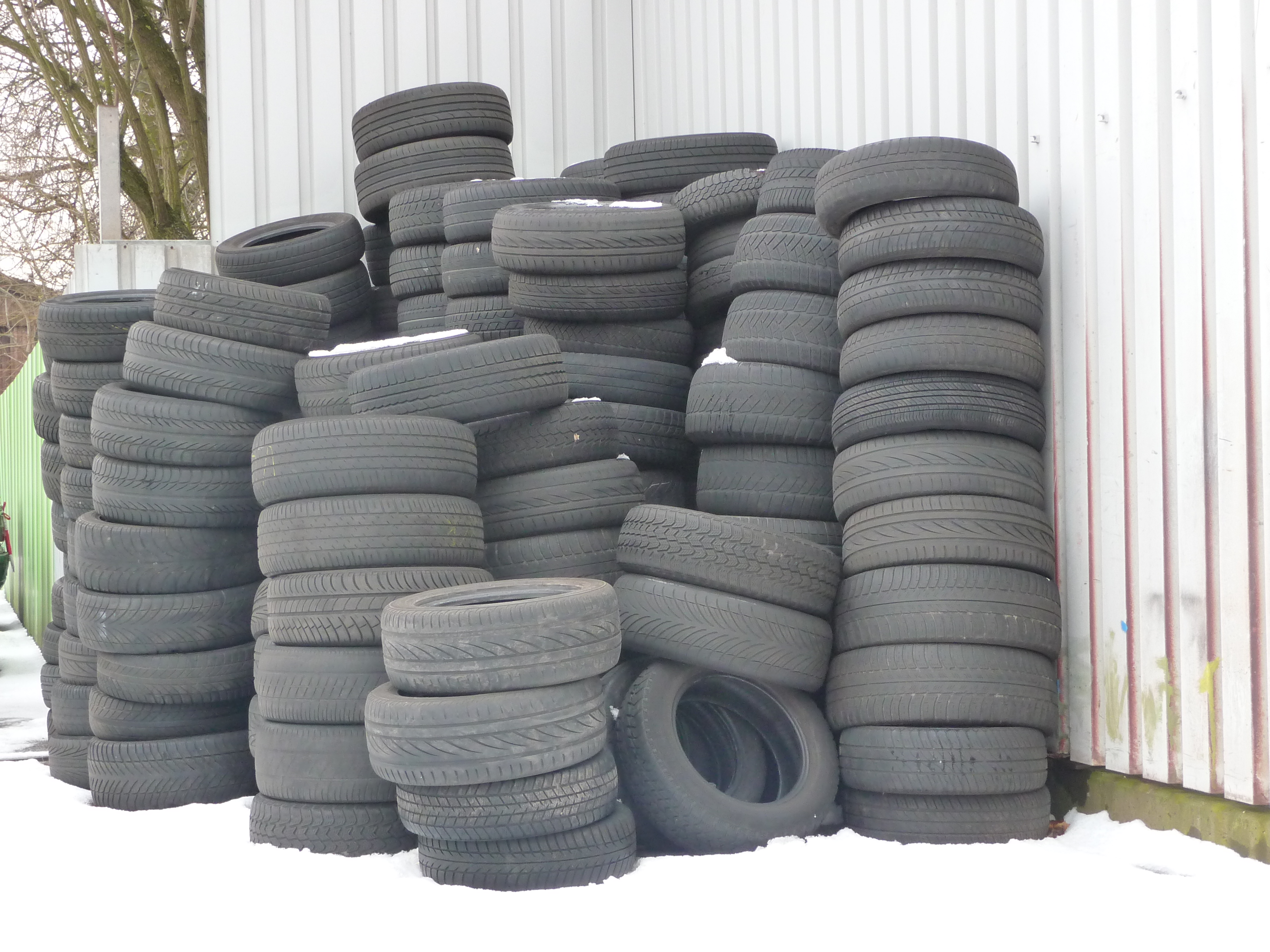
Altreifen werden ohne Aufbereitung verbrannt

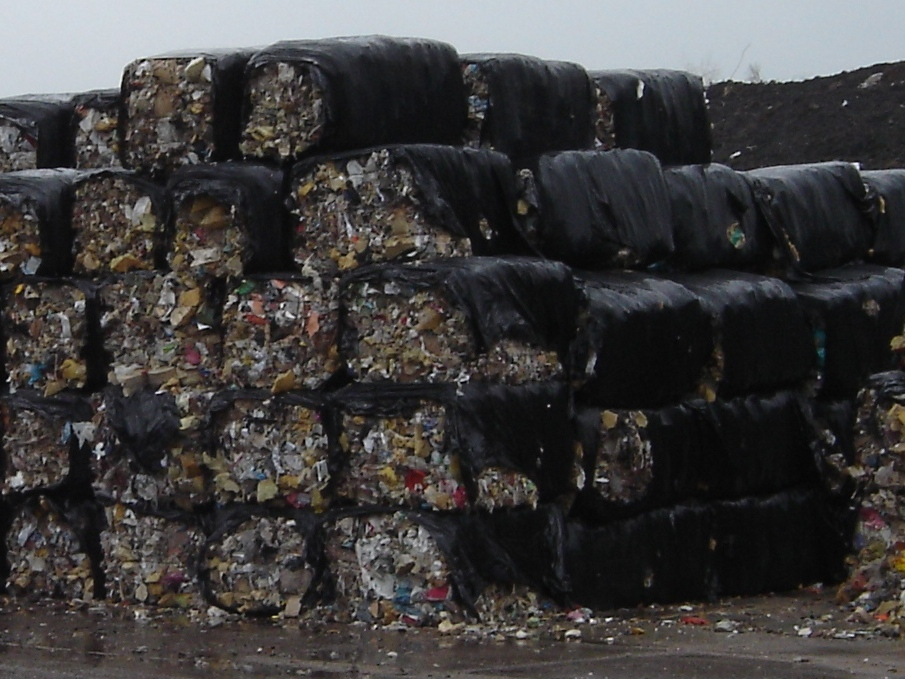
Zur Verbrennung aufbereiteter Sperrmüll – in Ballen gepresst.

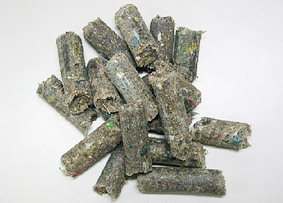
RDF als Pellets

Ersatzbrennstoffe (EBS) bzw. Sekundärbrennstoffe (SBS) sind Brennstoffe, die aus Abfällen gewonnen werden. Dabei kann es sich sowohl um feste, flüssige oder gasförmige Abfälle handeln, die in unterschiedlicher Aufbereitungstiefe für den jeweiligen Nutzungszweck aufbereitet werden.
Die zur Herstellung von Ersatzbrennstoff verwendeten Abfälle können aus Haushalten, Industrie oder Gewerbe stammen. Die Aufbereitungstiefe ist von dem Einsatz des Ersatzbrennstoffes sowie von unterschiedlichen Qualitätsanforderungen des thermischen Verfahrens abhängig. Bis heute sind weder die Aufbereitung noch das Produkt Ersatzbrennstoff gesetzlich definiert.
Zu den Aufbereitungsschritten der hochkalorischen Fraktionen aus Gewerbeabfällen und Hausmüll gehören die Vorsortierung, die Grobzerkleinerung, die Siebklassierung, die Windsichtung sowie die Eisen- und Nichteisenabscheidung. Zusätzliche Aufbereitungsschritte zur Herstellung von Sekundärbrennstoffen sind sensorische Sortierungen und Trocknungen. Bedeutende Brennstoffparameter sind, neben den emissionsrelevanten Parametern, der Heizwert, Chlorgehalt und der Ascheanteil.
Verwertet werden EBS zusammen mit konventionellen Brennstoffen in der sogenannten Mitverbrennung, vor allem in Zement-, Kalk-, Braunkohle- und zum Großteil in Industriekraftwerken (heizwertreiche Fraktion) sowie in Müllverbrennungsanlagen oder als alleiniger Brennstoff in EBS-Kraftwerken. Die Zweckmäßigkeit des Einsatzes von Ersatzbrennstoffen sollte, neben der nachhaltigen Nutzung, durch die Gegenüberstellung der Energieeffizienz der energetischen und stofflichen Verwertung beurteilt werden.

## Begriffsabgrenzung
Unter den Begriff Ersatzbrennstoff oder Sekundärbrennstoff fallen sämtliche nicht-fossilen Brennstoffe. Sie können aus selektiv gewonnenen, produktionsspezifischen (Gewerbe-)Abfällen wie auch aus unspezifischen Abfallgemischen, wie Siedlungsabfall, hergestellt werden.
Dazu zählen sowohl flüssige, pastöse wie auch feste Abfälle und Biomassen, die für die energetische Verwertung/Mitverbrennung aufbereitet werden, welche endkonfektioniert und heizwertreich energetisch verwertet werden. Dies sind z. B. heizwertreiche Fraktionen aus Siedlungsabfällen, Gewerbeabfälle, Lösemittel, Altöl, ganze oder geschredderte Altreifen sowie getrockneter Klärschlamm, Reishülsen, Stroh oder gar Tiermehl.
Als „heizwertreiche Fraktion“ wird der aus dem Abfallgemisch abgetrennte Anteil bezeichnet, der anschließend einen höheren Heizwert aufweist als der anfängliche Rohabfall. Er wird meist mit einem geringeren Aufbereitungsgrad (kommunal) gewonnen und an private Aufbereiter zur Nachbearbeitung weitergereicht. Diese hochkalorische Fraktion kann aber auch ohne weitere Behandlung in sog. Ersatzbrennstoff-Kraftwerken verwertet werden, die Dampf bzw. Strom daraus gewinnen.

## Geschichte und heutiger Status
Bereits seit etwa 40 Jahren werden aus Abfallgemischen unterschiedlicher Herkunft durch mechanische Verfahren Brennstoffe hergestellt. Der um 1980 entwickelte Begriff „BRAM“ (Akronym für „Brennstoff aus Müll“) beschreibt erste Ansätze einer Brennstoffproduktion aus undefinierten Abfallgemischen, deren Herkunft und Zusammensetzung völlig unbekannt waren. Jedoch war der Einsatz von Brennstoffen aus Abfall damals weniger erfolgreich als heute. Der Begriff BRAM ist heute nicht mehr gebräuchlich, allerdings wird er in einem Report der Europäischen Kommission noch 2003 als deutscher Begriff für Refuse Derived Fuel (RDF) verwendet.
Heute sind die Begriffe Ersatz-, Substitut- oder Sekundärbrennstoff geläufig.
Mit der Einführung dieser Begriffe ist die Einführung von qualitativen Mindestanforderungen und einer geregelten Qualitätssicherung verbunden. Es wurden Gütegemeinschaften wie die Bundesgütegemeinschaft Sekundärbrennstoffe e. V. (BGS) gegründet. In der Vergangenheit wurden neue Maschinentechniken für die Zerkleinerung und Sortierung von Abfall entwickelt. Die Qualitätssteuerung und Qualitätssicherung werden durch weiterentwickelte Sortierungstechniken wie optimierte Wirbelstromscheider zur Abscheidung von Nichteisenmetallen oder neue sensorgestützte Sortiertechniken ermöglicht.
Auch auf europäischer Ebene gibt es Bestrebungen, die Qualitätsanforderungen zu standardisieren. Bis heute sind jedoch weder die Aufbereitung noch das Produkt Ersatzbrennstoff gesetzlich definiert. Nach der EU-Abfallrahmenrichtlinie (2008/98/EG) stellt die energetische Verwertung oder die Aufbereitung von Abfall zu Brennstoffen kein Recycling dar. Die Wiederverwendung und das Recycling hat nach EU-Abfallrahmenrichtlinie (2008/98/EG) Vorrang vor der energetischen Verwertung, wenn es nach Umweltaspekten die beste Option darstellt. Nur wenn die Energieeffizienz (Energieoutput/Energieinput) bei über 60 % liegt, bei neueren Anlagen (nach dem 31. Dezember 2008 genehmigt) über 65 %, handelt es sich bei der Abfallverbrennung nach 2008/98/EG um eine energetische Verwertung, ansonsten um eine Abfallbeseitigung.
Bisher ist auf EU-Ebene noch nicht klar definiert, ab welchem Stadium Stoffe nicht mehr als Abfall, sondern als Produkte gelten. Eine mögliche CEN-Normung der Ersatzbrennstoffe würde derzeit nichts am Abfallstatus des Materials ändern. Mit einer Novellierung der EU-Abfallrahmenrichtlinie könnten in Zukunft EU-weite Kriterien entwickelt werden, bei deren Einhaltung das EBS-Material von einem Abfall zu einem Produkt umdeklariert würde.

## Aufbereitungsintensität und Qualitätsanforderung
Die Aufbereitungsintensität ist von dem Einsatz des Ersatzbrennstoffes sowie von unterschiedlichen Qualitätsanforderungen der Abnehmer, die eine eindeutige Spezifikation des abzunehmenden Produktes vorgeben, abhängig. Bedeutende Brennstoffparameter ergeben sich auch aus der Qualität der zur Ersatzbrennstoffherstellung genutzten Rohabfälle.
Diese sind Heizwert, Glührückstand und Chlorgehalt. Je nach den immissionsrechtlichen Genehmigungen der Anlage, in der der Brennstoff verwertet wird, werden Mindest- und Höchstwerte für Schwermetallgehalte definiert und verschiedene Forderungen an den Grad der Metallentfrachtung gestellt.
An die Korngröße werden ebenfalls unterschiedliche Anforderungen gestellt: wichtig ist hier Stückigkeit, also die Begrenzung der Stückgröße und Schüttdichte. Auch die Art der Lagerung und des Transportes sind von der Verwertungsweise des Ersatzbrennstoffes abhängig.
Die Sicherung und Prüfung der Qualität eines Ersatzbrennstoffes haben Auswirkungen auf die Auswahl des Abfallstoffstroms bzw. des genutzten Rohabfalls und die Verfahrensführung seiner Aufbereitung.

## Aufbereitungsverfahren
Je höher die Qualitätsanforderungen durch die Abnehmer des Ersatzbrennstoffes sind, desto komplexer und somit kostenintensiver muss die eingesetzte Abfalltrennung vorgenommen werden.
Die Aufbereitung des Abfallgemisches erfolgt je nach Abfallart und -zusammensetzung auf unterschiedliche Weise. Häufig beginnt dieser Prozess mit der Vorsortierung bzw. der Störstoffauslese. Es folgen die Grobzerkleinerung und daraufhin die Siebklassierung, sowie ggf. die Magnetscheidung und NE-Abscheidung zur Abtrennung werthaltiger Metalle. Die Anreicherung der für den Ersatzbrennstoff relevanten hochkalorischen Fraktionen, erfolgt zum einen bereits während der Siebklassierung (beispielsweise mittels Trommelsieb) und weiterhin auch den Einsatz von Windsichtern. Dadurch werden Kunststofffolien und Papier angereichert, bzw. flächige und flugfähige Bestandteile im Leichtstoffstrom ausgetragen.
Um die geforderten Qualitäten an Ersatzbrennstoffe zu erfüllen, sind ggf. weitere Aufbereitungsschritte notwendig. Für den Einsatz in Zementwerken zum Beispiel wird eine Feinaufbereitung durchgeführt. Es finden sensorische Sortierungen durch Nahinfrarotspektroskopie (NIR) und Bilderkennungssysteme statt. Durch eine Sensorsortierung werden schädliche Chlorträger entfernt. Durch Trocknungsschritte werden Lagerstabilität und Heizwert erhöht. Zur Erhöhung der Transportfähigkeit kann das erzeugte Produkt zusätzlich pelletiert werden.

## Klassifizierung und Normung
In Deutschland gibt es zur Klassifizierung von Sekundärbrennstoff-Qualitäten Gütezeichen der Gütegemeinschaft Sekundärbrennstoffe und Recyclingholz e. V. (BGS). Es handelt sich hierbei um das Gütezeichen RAL-GZ 724 für Sekundärbrennstoffe aus heizwertreichen Abfällen, das Gütezeichen RAL-GZ 727 zur Bestimmung des biogenen Anteils in Sekundärbrennstoffen gemäß RAL-GZ 724 und anderen festen Ersatzbrennstoffen sowie RAL-GZ 428 für Recyclingholz. Zu den Kriterien für die Qualität von Sekundärbrennstoffen gehören beispielsweise der Heizwert, Wasser-, Chlor- und Schwefelgehalte.
Im Jahr 2002 wurde der Normungsausschuss CEN TC 343 Solid Recovered Fuels (SRF) gegründet. Die Standards sollten zunächst als technische Spezifikation behandelt werden. Erst danach sollten sie nach einem Validierungsprozess als europäische Norm gelten. Zurzeit befinden sich viele Normentwürfe zur Klassifizierung von Solid Recovered Fuels, also fester Ersatzbrennstoffe, im Zulassungsverfahren. Nur wenige Punkte, so beispielsweise eine Bestimmung zur Dichte von Pellets und Briketts, sind bereits ratifiziert. Die Einzelnormen sollen zwischen 2010 und 2012 in Kraft treten.
In einem Bericht der European Recovered Fuel Organisation (2005) sind Grundlagen zur Klassifizierung von Solid Recovered Fuels (SRF) zusammengefasst. Als Schlüsseleigenschaften für die Klassifizierung wurden der Heizwert, der Chlor- sowie der Quecksilbergehalt festgelegt. Der Heizwert repräsentiert den ökonomischen Wert, Chlor die technologischen Einschränkungen und Quecksilber die ökologische Belastung bzw. die Emissionen. Nach diesen drei Parametern werden die SRF in 5 Güteklassen eingeteilt. Nach einer Resolution im Jahre 2004 muss auch die unterste Güteklasse Grenzwerte einhalten, um als SRF klassifiziert zu werden.

## Verwertung und Abnehmer von Ersatzbrennstoffen
Verwertet werden EBS zusammen mit konventionellen Brennstoffen in der sogenannten Mitverbrennung, vor allem in Zement- und Kalkwerken, sowie in Braunkohlekraftwerken, großteils auch in Industriekraftwerken (heizwertreiche Fraktion) und auch in Müllverbrennungsanlagen oder als alleiniger Brennstoff in Ersatzbrennstoffkraftwerken. EBS nutzende Anlagen müssen europaweit mindestens den Anforderungen der EU-Richtlinie (2000/76/EG) zur Verbrennung und Mitverbrennung von Abfällen entsprechen. In Deutschland gilt für Abfallverbrennungs- und Mitverbrennungsanlagen die 17.BImSchV.
Beispielsweise werden die aus ausgewählten Stoffströmen gezielt aufbereiteten Sekundärbrennstoffe aufgrund der höheren Qualitätsanforderungen durch anspruchsvolle Verarbeitungstechnologien maßgeblich in den Zementkraftwerken eingesetzt. Mit Energieanteilen von ungefähr 15 % und darüber eignen sich Rohabfälle wie Altreifen, Kunststoffe, Industrie- und Gewerbeabfälle sowie Tiermehl und Tierfette zur Ersatzbrennstoffaufbereitung für den Einsatz in der Zementindustrie. Mit geringeren Energieanteilen werden u. a. auch Altöl, Lösungsmittel sowie Siedlungsabfälle für die Aufbereitung genutzt. Flugfähige Fraktionen der Sekundärbrennstoffe werden auch als „Fluff“ bezeichnet und in der Zementindustrie verwendet.

## Energieeffizienz
Im Gegensatz zu der thermischen Behandlung steht bei der energetischen Verwertung von Abfällen die Nutzung des Abfalls, d. h. die Nutzung des abfallbürtigen Energiegehalts mehr im Vordergrund. Anlagen, die nur abfallstämmige Brennstoffe einsetzen, müssen jedoch, anders als mitverbrennende Anlagen (in der Regel Sekundärbrennstoff), über eine vergleichbare Rauchgasreinigung verfügen, so dass auch eine Beseitigung des Schadstoffpotenzials erfolgt. Die energetische Verwertung von Abfällen kann hinsichtlich der Energieeffizienz beurteilt werden. Hinsichtlich der Diskussion über die Zweckmäßigkeit des Einsatzes von EBS ist die Gegenüberstellung der Energieeffizienz der energetischen und stofflichen Verwertung relevant.
Sowohl bei der Stoffgruppe Papier, Pappe, Kartonage (PPK) als auch bei einigen Kunststoffen liegt bei der stofflichen Verwertung in der Regel eine höhere Energieeffizienz vor als bei der energetischen. So beträgt der kumulierte Energieaufwand für die Herstellung von Kopierpapier aus Zellstoff ca. 35 MJ/kg. Mit einem kumulierten Energieaufwand für die Herstellung von Kopierpapier aus Altpapier von ca. 15 MJ werden bei der stofflichen Verwertung ca. 20 MJ/kg eingespart. Bei der energetischen Verwertung werden dagegen bei einem hohen Brennstoffnutzungsgrad von 76 % nur ca. 10 MJ/kg eingespart.
Bei der Erzeugung von Polyethen-Polymeren aus Sekundärstoffen werden gegenüber dem Einsatz von Primärstoffen ca. 53 MJ/kg eingespart. Die Energieeinsparung als EBS beträgt dagegen auch unter Annahme eines hohen Brennstoffnutzungsgrades nur 32,7 MJ/kg.
Die energetische Verwertung von Altpapier und Altkunststoffen ist jedoch dann sinnvoll, wenn diese z. B. aufgrund Verschmutzungen oder Kleinteiligkeit nicht für die stoffliche Verwertung geeignet sind. In Bezug auf Bioabfall wird die höchste Energieeffizienz erreicht, wenn Bioabfall als Kompost stofflich verwertet und gleichzeitig das Stroh, welches auf Ackerböden durch den Kompost ersetzt werden kann, energetisch verwertet wird.